# Rock Dog
Rock Dog är en kinesisk-amerikansk animerad musikalfilm från 2016, regisserad av Ash Brannon, Bland röstskådespelarna ingår Luke Wilson, Eddie Izzard, J. K. Simmons, Lewis Black, Kenan Thompson, Mae Whitman, Jorge Garcia, Matt Dillon och Sam Elliott.

## Rollista
| Fingur            | Engelsk röst   | Kinesisk röst | Svensk röst           |
| ----------------- | -------------- | ------------- | --------------------- |
| Bodi              | Luke Wilson    | Guo Qilin     | Mikael Regenholz      |
| Angus Scattergood | Eddie Izzard   | Lu Zhixing    | Henrik Hjelt          |
| Khampa            | J.K. Simmons   | Guo Degang    | Jan Simonsson         |
| Linnux            | Lewis Black    | Yu Qian       | Rafael Pettersson     |
| Riff              | Kenan Thompson | Sun Yue       | Henrik Lundström      |
| Darma             | Mae Whitman    | Shao Bing     | Ester Sjögren         |
| Germur            | Jorge Garcia   | Zhu Yunfeng   | Anton Olofsson Raeder |
| Trey              | Matt Dillon    | Liu Yun       |                       |
| Fleetwood Yak     | Sam Elliott    | Feng Xiaogang | Jan Åström            |